# Kia S6D
Kia S6D — бензиновый двигатель внутреннего сгорания серий Mazda B, Mazda Z и Mazda F, выпускаемый южнокорейской корпорацией Kia Motors с 2000 по 2011 годы. Устанавливался на автомобили Kia Spectra и Kia Carens.

## Mazda F
Двигатель Mazda F впервые был представлен в 1977 году. Серийно двигатель выпускался с 1983 по 2002 годы. Устанавливался на автомобили Mazda Capella, Mazda 929, Mazda Cosmo, Mazda Bongo, Mazda Parkway и Ford Courier.
- VC/MA/F
- F6
- F8
- F8-DOHC
- FE
- FET
- FE-DOHC
- F2
- F2T

## Mazda B
Двигатель Mazda B серийно выпускался с 1985 по 2005 годы. Устанавливался на автомобили Kia Sephia, Mazda 121, Ford Festiva и Mazda Familia.
- B1
- BJ
- B3
- B5
- B6
- B6-2E
- B6T
- B6D
- B6ZE (RS)
- PN27
- PN46
- B8
- BP
- BPT
- BPD
- BP-4W
- BP-Z3

## Mazda Z
Двигатель Mazda Z серийно выпускался с 1995 по 2014 годы. Устанавливался на автомобиль Mazda Familia.

## Kia S6D
С 2000 по 2004 годы компания Kia Motors представила двигатель Kia S6D, выпущенный по лицензии Mazda. Это был первый двигатель семейства Kia Spectra и Kia Shuma. В России объём двигателя составлял 1,6 литра.

## Галерея

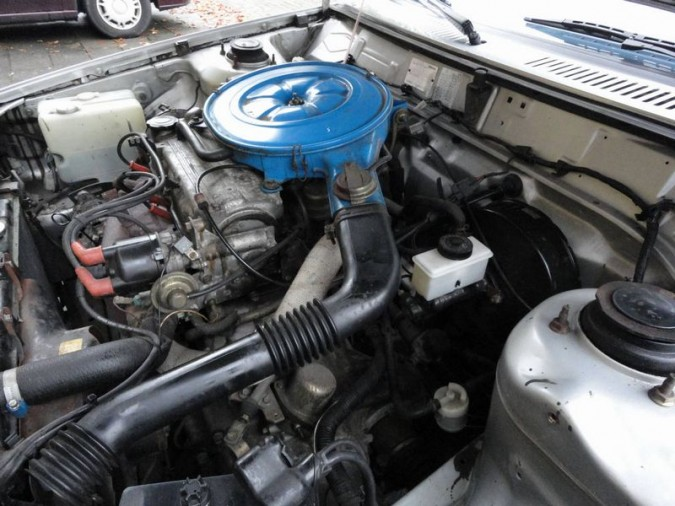
Mazda FE
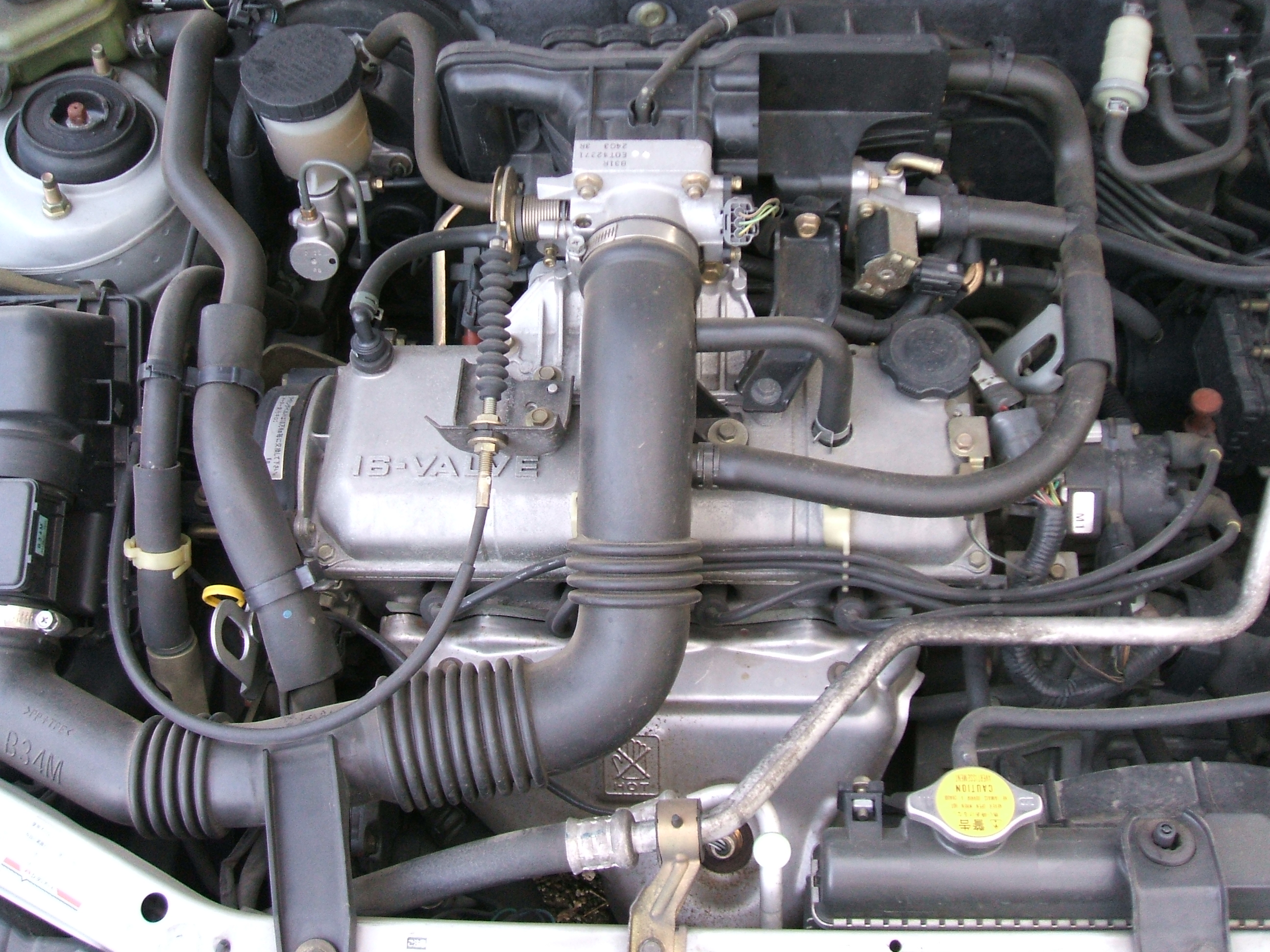
Mazda B3E
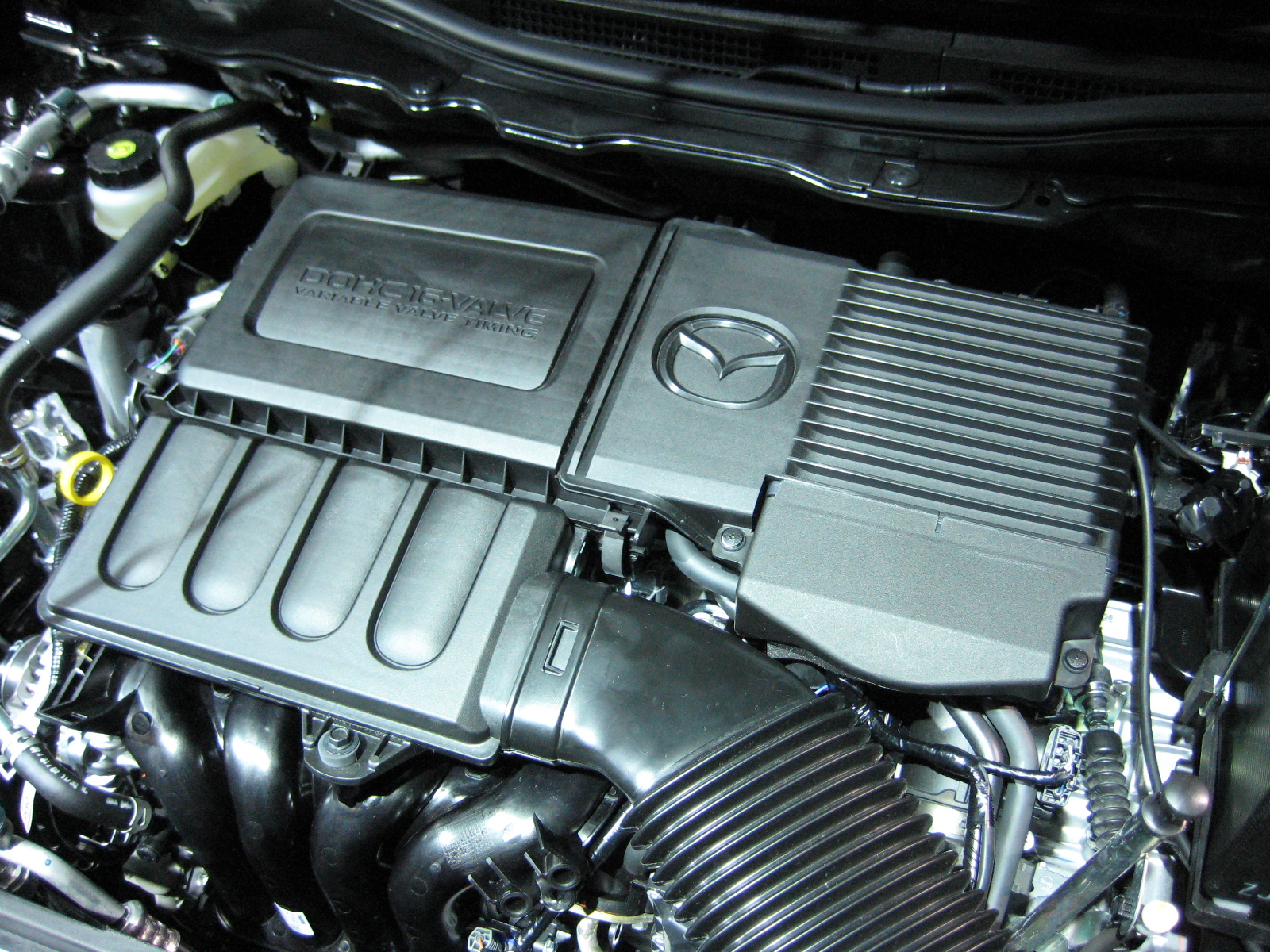
Mazda ZY-VE